# Województwo nowosądeckie
Województwo nowosądeckie – jednostka podziału administracyjnego istniejąca w latach 1975–1998. Położone w południowej części Polski, przy granicy ze Słowacją (do 1992 r. z Czechosłowacją). Graniczyło od wschodu z województwem krośnieńskim, od północy z tarnowskim i krakowskim, a od zachodu z bielskim. Siedzibą władz województwa był Nowy Sącz.
Po reformie administracyjnej w 1999 r. włączone zostało do województwa małopolskiego.

## Geografia
Województwo nowosądeckie zajmowało obszar 5,7 tys. km² zamieszkiwany przez ponad 667 tys. mieszkańców (1989 r.), z czego 238 tys. w miastach i 429 tys. na wsi.
W granicach województwa znajdowały się następujące grupy górskie: Tatry, Pieniny, południowe partie Pasma Babiogórskiego, Gorce, Beskid Wyspowy, Beskid Sądecki i część Beskidu Niskiego. Grupy górskie oddzielały od siebie doliny rzek: Raby, Dunajca, Popradu, Kamienicy (Gorczańskiej), Łososiny, Kamienicy Nawojowskiej, Białej i Ropy. Odmienność krajobrazu stanowiły niżej położone Kotlina Sądecka i Obniżenie Nowotarsko-Orawskie. 75% jego obszaru położone było powyżej 500 m n.p.m.
43,7% powierzchni województwa stanowiły lasy. Na jego obszarze znajdowały się 3 parki narodowe (Tatrzański, Pieniński i Gorczański), południowa część Babiogórskiego Parku Narodowego, Popradzki Park Krajobrazowy, 16 rezerwatów leśnych, 2 rezerwaty przyrody nieożywionej, 10 rezerwatów krajobrazowych.

## Demografia
| Rok                    | Liczba mieszkańców |
| ---------------------- | ------------------ |
| 1975 (31 grudnia)      | 598,7 tys.         |
| 1976 (31 grudnia)      | 604 tys.           |
| 1977 (31 grudnia)      | 609,2 tys.         |
| 1978 (spis powszechny) | 616 928            |
| 1978 (31 grudnia)      | 616,8 tys.         |
| 1979 (31 grudnia)      | 622,7 tys.         |
| 1980 (31 grudnia)      | 628,8 tys.         |
| 1983 (31 grudnia)      | 651,8 tys.         |
| 1985 (31 grudnia)      | 667,4 tys.         |
| 1986                   | 673,6 tys.         |
| 1987                   | 679,4 tys.         |
| 1988                   | 685,4 tys.         |
| 1989 (31 grudnia)      | 692,2 tys.         |
| 1990 (30 czerwca)      | 694,8 tys.         |
| 1990 (31 grudnia)      | 697,9 tys.         |
| 1991 (31 grudnia)      | 703,3 tys.         |
| 1992 (31 grudnia)      | 716,2 tys.         |
| 1993 (30 czerwca)      | 718,8 tys.         |
| 1994 (31 grudnia)      | 728,1 tys.         |
| 1995 (30 czerwca)      | 730,3 tys.         |
| 1995 (31 grudnia)      | 733,1 tys.         |
| 1997 (31 grudnia)      | 743,1 tys.         |

Najludniejsze miasta (liczba mieszkańców z 31 grudnia 1998):
- Nowy Sącz – 83 754
- Nowy Targ – 34 326
- Gorlice – 30 215
- Zakopane – 29 822
- Limanowa – 14 643
- Rabka – 13 638
- Krynica – 13 086

## Podział administracyjny
Administracyjnie województwo nowosądeckie podzielone było na:
- 4 miasta (Nowy Sącz, Gorlice, Nowy Targ, Szczawnica),
- 10 miast-gmin (Grybów, Jordanów, Krynica, Limanowa, Mszana Dolna, Muszyna, Piwniczna, Rabka, Stary Sącz i gmina Tatrzańska wraz z Zakopanem).
- 33 gminy (Biały Dunajec, Bobowa, Bukowina Tatrzańska, Chełmiec, Czarny Dunajec, Czorsztyn, Dobra, Gorlice, Gródek nad Dunajcem, Jabłonka, Jodłownik, Kamienica, Kamionka Wielka, Korzenna, Krościenko nad Dunajcem, Laskowa, Lubień, Łabowa, Łapsze Niżne, Łącko, Łososina Dolna, Łukowica, Łużna, Moszczenica, Nawojowa, Niedźwiedź, Nowy Targ, Ochotnica Dolna, Podegrodzie, Raba Wyżna, Sękowa, Tymbark, Uście Gorlickie).

## Urzędy rejonowe

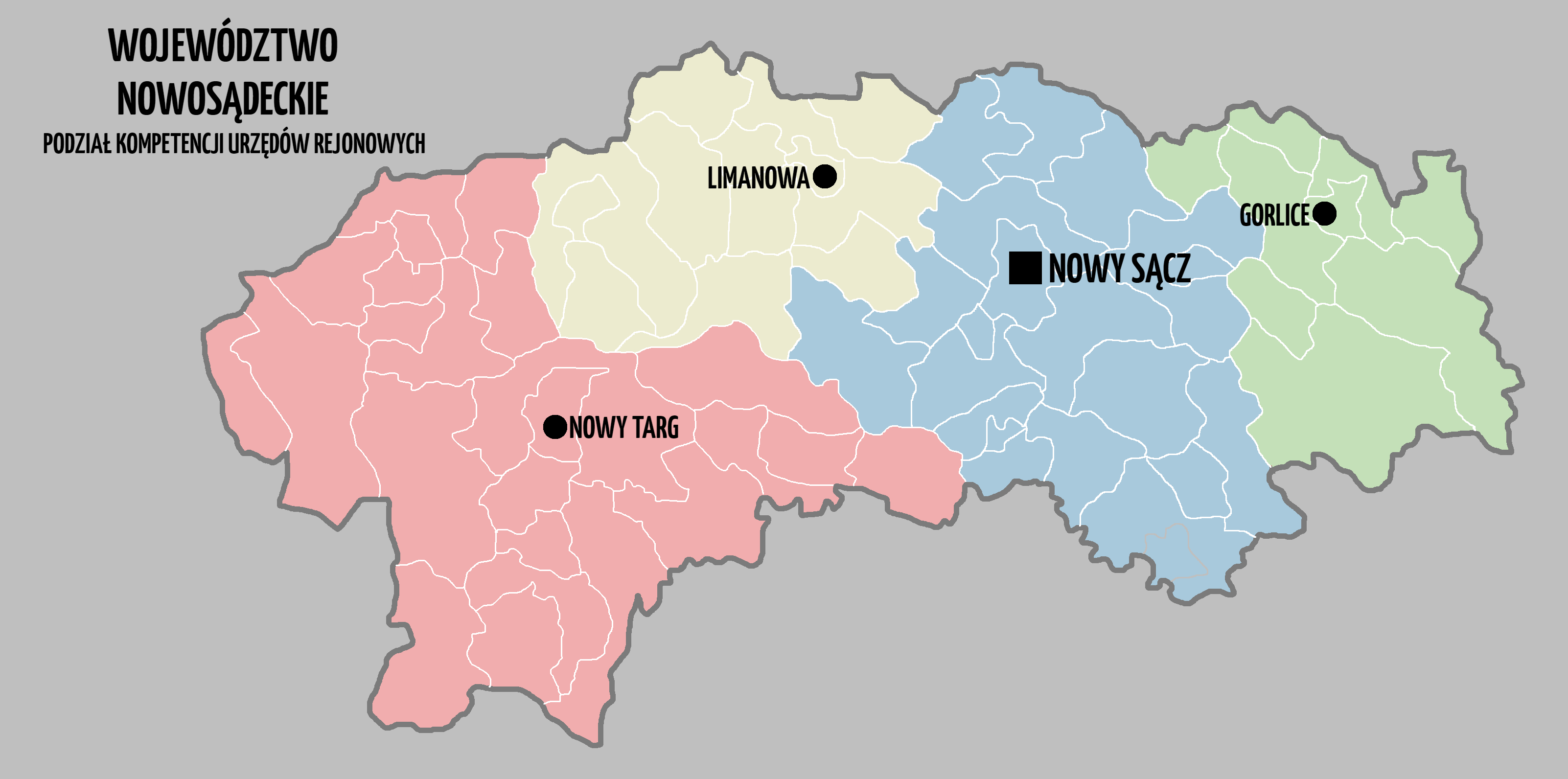
Podział kompetencji urzędów rejonowych w latach 1990-99

- Urząd Rejonowy w Gorlicach dla gmin: Bobowa, Gorlice, Łużna, Moszczenica, Ropa, Sękowa i Uście Gorlickie oraz miasta Gorlice
- Urząd Rejonowy w Limanowej dla gmin: Dobra, Jodłownik, Kamienica, Laskowa, Limanowa, Łukowica, Mszana Dolna, Niedźwiedź i Tymbark oraz miast Limanowa i Mszana Dolna
- Urząd Rejonowy w Nowym Sączu dla gmin: Chełmiec, Gródek n. Dunajcem, Grybów, Kamionka Wielka, Korzenna, Krynica, Łabowa, Łącko, Łososina Dolna, Muszyna, Nawojowa, Piwniczna, Podegrodzie, Rytro i Stary Sącz oraz miast Grybów i Nowy Sącz
- Urząd Rejonowy w Nowym Targu dla gmin: Biały Dunajec, Bukowina Tatrzańska, Bystra-Sidzina, Czarny Dunajec, Czorsztyn, Jabłonka, Jordanów, Kościelisko, Krościenko n. Dunajcem, Lipnica Wielka, Lubień, Łapsze Niżne, Nowy Targ, Ochotnica Dolna, Poronin, Raba Wyżna, Rabka i Szaflary oraz miast: Jordanów, Nowy Targ, Szczawnica i Zakopane